# Station La Brohinière
Station La Brohinière is een spoorweghalte gelegen in het gehucht La Brohinière, een nederzetting in de gemeente Montauban-de-Bretagne in het departement Ille-et-Vilaine in de regio Bretagne. Het station ligt aan de lijn Parijs-Montparnasse naar Brest, en voorheen aan de lijn van Ploërmel naar La Brohinière alsook aan de lijn van La Brohinière naar Dinan.
Het station is in 1884 in gebruik genomen door de Compagnie des chemins de fer de l'Ouest.
De halte wordt bediend door treinen van het netwerk TER Bretagne van en naar Rennes en uitzonderlijk naar Saint-Brieuc.
Het station wordt ook als goederenstation geclassificeerd.

## Ligging
Station La Brohinière ligt op een hoogte van 79 meter boven zeeniveau, op kilometerpunt (PK) 410.579 van de lijn van Paris-Montparnasse naar Brest, tussen de stations Montauban-de-Bretagne en Quédillac.
Het is ook het eindpunt (bij kilometerpunt 74.806) van de lijn van Ploërmel naar La Brohinière (welke deels voor vrachtvervoer heropend is), na het station Saint-Méen. Het station was ook het beginpunt van de opgebroken lijn van La Brohinière naar Dinan.

## Geschiedenis
In 1858 werd het tracé van het Bretonse deel van de lijn Parijs - Brest definitief vastgesteld; de route ging door de stad Montauban-de-Bretagne. De locatie voor het station van Montauban-de-Bretagne was in de buurt van het centrum van deze stad bedacht, het neerzetten van een station in La Brohinière was eigenlijk alleen nodig vanwege een kruising met twee andere lijnen.
In 1880 werd het gehucht La Brohinière gekozen om een rangeerstation te huisvesten, in verband met het project voor lijnen naar Questembert en Dinan via Ploërmel en La Brohinière. Het was de Compagnie des chemins de fer de l'Ouest die het station en het bijbehorende passagiersgebouw bouwde, dat het in 1884 aan de dienst opleverde.
In 1998 werd het gedeelte van Mauron naar La Brohinière van de lijn van Ploërmel naar La Brohinière gesloten. Het ging weer open voor vrachtverkeer op 11 december 2008 na de renovatie van 20,3 km spoor alsook het verwijderen van acht van de tweeëntwintig overwegen. De snelheid van de treinen op het traject is beperkt tot 30 km/u.